# Provincie Kii

Mapa japonských provincií se zvýrazněnou provincií Kii

Provincie Kii (japonsky: 紀伊国; Kii no kuni) nebo také Kišú (紀州) byla stará japonská provincie, na jejímž území se dnes rozkládá prefektura Wakajama a jižní část prefektury Mie.
Kii hraničila s provinciemi Ise, Izumi, Jamato, Kawači a Šima. Podle provincie byl pojmenován poloostrov Kii.
Během období Edo měla ve Wakajamě svůj hrad větev Kii klanu Tokugawa.